# Yo hice a Roque III
Yo hice a Roque III es una película de comedia española de 1980 escrita y dirigida por Mariano Ozores, y protagonizada por Andrés Pajares y Fernando Esteso.

## Argumento
Roque Tercero González (Andrés Pajares) es un gorrón que vive en casa de su amigo Federico (Fernando Esteso), famoso ex-jockey de carreras que ahora está en horas bajas tras haber engordado. Federico no puede quitarse de encima a Roque, ya que este le recuerda constantemente que, cuando tenían siete años, le salvó la vida. El caso es que Federico asiste a un gimnasio con la esperanza de volver a adelgazar lo suficiente como para volver a cabalgar, y allí se entera de que Kid Botija, el campeón de España de los pesos wélter, necesita poner en juego su título para poder optar al campeonato de Europa de boxeo. Pero claro está, nadie quiere recibir una paliza del campeón, a pesar de la bolsa que ofrece su preparador. Entre Paco, el dueño del gimnasio, y Federico, consiguen liar a Roque que, engañado, acepta pelear con el campeón.

## Reparto
| Intérprete               | Personaje                      |
| ------------------------ | ------------------------------ |
| Andrés Pajares           | Roque Tercero González         |
| Fernando Esteso          | Federico Castro                |
| Antonio Ozores           | Paco                           |
| Florinda Chico           | Doña Amparo                    |
| Rafael Hernández         | Chango González                |
| Mirta Miller             | Petra                          |
| Loreta Tovar             | Dolores                        |
| Belinda Corel            | Mujer atracada                 |
| Paco Camoiras            | Ataulfo                        |
| Adrián Ortega            | Doctor                         |
| 'Dum Dum' Pacheco        | Kid Botija                     |
| Narciso Ibáñez Menta     | Don Cipriano                   |
| Héctor Quiroga           | Héctor Quiroga                 |
| Gabriela Mosch           | Flora                          |
| Teresa Herrera           | Casada infiel                  |
| Ramón Lillo              | Periodista                     |
| Alfonso Castizo          |                                |
| Carlos Lucas             | Manolo el encamado             |
| Óscar Álvarez            |                                |
| Claudia Dammert          | Enfermera                      |
| Beatriz Escudero         |                                |
| Eduardo Calvo            | Doctor                         |
| Luis de la Sagra Cabrera | Ricardo Romerito               |
| Luis Folledo             | Preparador de Ricardo Romerito |
| Joaquín Pascual          | Boxeador                       |
| María Antonia Rodríguez  | Petra                          |
| Ana María Simón          | Flora                          |
| Ángel Ter                | Kid Botija                     |

## ¿Dónde se rodó?
Cuesta de los ciegos, Madrid
Torrelodones, Madrid
Madrid